# 新明斯特錫爾伯湖

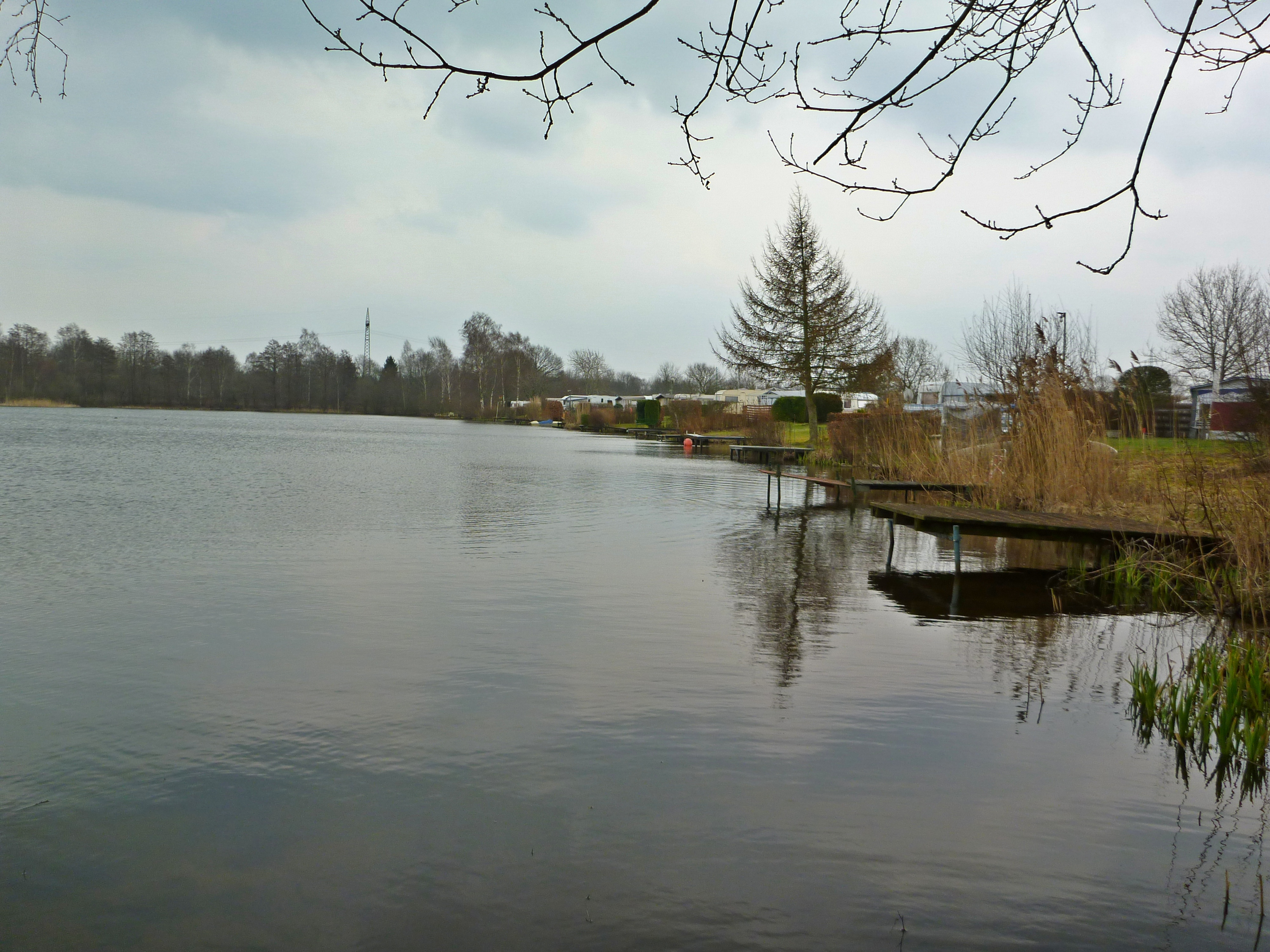

54°5′44″N 9°55′46″E / 54.09556°N 9.92944°E
新明斯特錫爾伯湖（德語：Silbersee Neumünster），是德國的湖泊，位於該國北部石勒蘇益格-荷爾斯泰因州，由新明斯特負責管轄，長0.3公里、寬0.1公里，面積0.03平方公里，平均水深3米，湖岸線長度0.8公里。